# Datta
Datta est une localité rurale du district de Gôh-Djiboua en Côte d'Ivoire. Administrativement rattachée au secteur communal de Divo, à 189 km d'Abidjan. Elle se trouve dans la région du Lôh-Djiboua.

## Localisation
Datta est situé à proximité du village de Koyikro et de Guéhou. Le village est rattaché à la sous-préfecture de Divo, à 5km de cette localité et à près de 189 km d'Abidjan.

## Démographie
Datta est compte d’environ 8 000 habitants.

## Liens Externes
LOCALITE REGION DEPARTEMENT POPULATION ...